# Oulu
Oulu (Uleåborg în suedeză) este un oraș important în centrul Finlandei, la 550 de km de Helsinki, pe malul râului Oulujoki. Este capitala provinciei Oulu. Cu o populație de 118.000, este al șaselea cel mai mare oraș a țării. Este poarta de intrare a nordului Finlandei, prin al doilea aeroport ca trafic din țară, și cu trenul, căci linia de cale ferată se rezumă în această parte a țării numai la linia care trece prin Oulu din sud spre nord.
Are un parc tehnologic important, o universitate și o politehnică.
Orașul are ieșire la mare, fiind așezat la malul Golfului Botnic. Este un important centru comercial, industrial, cultural și social finlandez.